# Окойомов Микола Миколайович
Микола Миколайович Окойомов (21 листопада 1897, 1-й Курбусахський наслег Якутського повіту Якутської області, тепер Якутія, Російська Федерація — 25 червня 1939, тюремна лікарня міста Якутська, Російська Федерація) — радянський партійний діяч, 2-й секретар Якутського обласного комітету ВКП(б). Депутат Верховної Ради СРСР 1-го скликання (1937—1939).

## Біографія
Народився в родині селянина-бідняка. З листопада 1910 по серпень 1913 року — учень початкової народної школи в селі Борогонци Якутської області, селянин в господарстві зять в селищі Мюрю Якутського повіту. З вересня 1913 по червень 1914 року навчався в двохкласній школі в місті Якутську. З червня по вересень 1914 року працював у господарстві брата в Мюрю. У вересні 1914 — травні 1918 року — учень двохкласної школи в місті Якутську. З травня по липень 1918 року працював у господарстві зятя в Мюрю.
У липні 1918 — лютому 1920 року — помічник писаря, писар насліжного комісаріату, писар насліжного управління в 1-му Курбусахському наслізі Якутського повіту. З 1919 по 1920 рік належав до осередку лівих есерів у місті Якутську.
У липні 1918 — лютому 1920 року — помічник писаря, писар насліжного комісаріату, писар насліжного управління в 1-му Курбусахському наслізі Якутського повіту.
У лютому — червні 1920 року — рахівник, голова 1-го Курбусахського насліжного споживчого товариства Якутського повіту. У 1920 році вступив до комсомолу.
У червні 1920 — серпні 1921 року — член Борогонського улусного революційного комітету в Мюрю.
У серпні — грудні 1921 року — уповноважений з продрозверстки в Дюпсинському улусі, уповноважений Якутського ЦВК з проведення бідняцьких конференцій в Якутському окрузі і організації виборів до рад в Борогонському, Дюпсинському і Баягантайському улусах.
У грудні 1921 — січні 1922 року — голова Борогонського улусного виконавчого комітету в Мюрю.
У січні — липні 1922 року — секретар Якутського міського і повітового комітету комсомолу (РКСМ), рядовий Якутського загону частин особливого призначення (ЧОП).
Член РКП(б) з червня 1922 року.
У липні — листопаді 1922 року — депутат по улусу, уповноважений Якутського ЦВК з проведення виборів до рад.
У листопаді 1922 — лютому 1923 року — голова Борогонського улусного виконавчого комітету в Мюрю.
З лютого по березень 1923 року — в органах надзвичайної комісії (ВЧК) у Якутську.
У березні 1923 — вересні 1924 року — голова Борогонського улусного виконавчого комітету в Мюрю.
У вересні 1924 — вересні 1925 року — слухач вищих політпросвіткурсів у Москві.
У вересні 1925 — липні 1929 року — студент Комуністичного університету імені Свердлова у Москві. Працював редактором газети «Киим», керівником Комісії з перекладу на якутську мову праць К. Маркса, Ф. Енгельса, В. Леніна та Й. Сталіна.
У липні 1929 — січні 1931 року — завідувач відділу з роботи на селі, завідувач відділу агітації та масових компаній Якутського обласного комітету ВКП(б). Одночасно, з 31 березня по 4 липня 1930 року — виконувач обов'язків відповідального секретаря Якутського обласного комітету ВКП(б).
У січні — серпні 1931 року — член постійного представництва Якутської АРСР при Президії ВЦВК у Москві.
13 серпня 1931 — липень 1938 року — 2-й секретар Якутського обласного комітету ВКП(б).
Рішенням бюро Якутського обкому ВКП(б) 10 листопада 1938 року виключений з членів ВКП(б).
Заарештований 5 лютого 1939 року УДБ НКВС по Якутській АРСР. Звинувачувався за статтями 58-2, 58-7, 58-11 КК РРФСР. 25 червня 1939 року помер у Якутській тюремній лікарні від туберкульозу легень.
Реабілітований постановою прокуратури Якутської АРСР 15 січня (за іншими даними, 15 лютого) 1956 року. Відновлений у КПРС рішенням бюро Якутського обкому КПРС 31 травня 1956 року.